# П'ять тибетських ритуалів
П'ять тибетських ритуалів (інколи п'ять тибетських перлин) — система вправ, якій, за деякими даними,[джерело?] понад 2500 років, вперше система була оприлюднена Пітером Келдером (англ. Peter Kelder) у виданні 1939 року під назвою «Око Одкровення» (англ. The Eye of Revelation).
Вважається, що ритуали — це форма тибетської йоги, подібної до індійської йоги. Однак П'ять ритуалів і традиційна тибетська йога наголошують на «безперервній послідовності рухів» (санскр. विन्यास (віньяса)), тоді як індійські форми зосереджуються на «статичних положеннях». Хоча ритуали циркулюють серед йогів протягом десятиліть, скептики кажуть, що тибетці ніколи не визнавали їх як справжні тибетські практики.[джерело?]
П'ять тибетських ритуалів також називають «П'ять ритуалів», «П'ять тибетців», «П'ять ритуалів омолодження», «П'ять тибетських перлин».

## Публікація
Хоча про Келдера практично нічого не відомо одне джерело повідомляє, що його виховували усиновленою дитиною на середньому заході США й він залишив дім у підлітковому віці у пошуках пригод. У 30-х роках Келдер стверджує, що зустрів у південній Каліфорнії відставного британського арміського полковника, який поділився з ним історіями подорожей та подальшого відкриття ритуалів. Публікація, спочатку написана як 32-сторінковий буклет є результатом розмов Келдера з полковником.

### Буклет
У своєму буклеті Келдер стверджує, що, перебуваючи в Індії, офіцер британської армії полковник Бредфорд (псевдонім) чув історію про групу лам, яка, мабуть, виявила «Фонтан молодості». «Блукаючі тубільці», як він їх називав, розповідали йому про старих людей, які незрозумілим чином стали здоровими, сильними і сповненими «бадьорості та мужності"» після входу в певний ламазарій. Після виходу на пенсію полковник Бредфорд відкрив ламасери і жив із ними, де вони навчили його п'яти вправам, які вони назвали «ритуалами». Згідно з буклетом, лами описують сім «психічних вихорів», які постійно обертаються у тілі: два з них знаходяться в мозку, один біля основи горла, один праворуч від тіла біля печінки, по одному в області репродуктивної анатомії й по одному у кожному коліні. У міру дорослішання швидкість обертання «вихорів» зменшується, що призводить до «погіршення здоров'я». Однак швидкість обертання цих «вихорів» можна відновити, виконуючи П'ять ритуалів щодня, що призводить до поліпшення здоров'я.
Бредфорд також пройшов інструктаж щодо проведення шостого ритуалу, який лами рекомендували лише тим, хто бажає «вести життя стриманості (безшлюбності)». Крім того, Бредфорд розкриває інформацію про важливість того, яку їжу потрібно їсти, правильного поєднання видів їжі та правильного способу вживання їжі.

## Спірне походження
Незважаючи на те, що походження П'яти ритуалів до публікації «Око Одкровення» суперечить практикуючим і скептикам, порівняння ілюстрацій пози показує надзвичайну схожість між ритуалами та автентичними тибетськими вправами «фрул-хор» із системи, перекладеної англійською як Чарівне колесо тіла Ваджри Союз Сонця і Місяця (тиб. རྡོ་རྗེ་ལུས་ཀྱི་འཕྲུལ་འཁོར་ཉི་ཟླ་ཁ་སྦྱོར (rdo rje lus kyi 'phrul 'khor nyi zla kha sbyor)). Однак було зазначено, що, хоча ці порівняння є переконливими, детальніше вивчення виявляє, що ці подібності вводять в оману. Кріс Кілхем, чия книга «П'ять тибетців» 1994 року допомогла відновити популярність ритуалів, каже: «Як свідчить історія, ними поділилися тибетські лами; крім того, я нічого не знаю про їх історію». Незважаючи на те, що історичну лінію ритуалів до публікації буклета Келдера ще слід з'ясувати, ритуали все ж підтвердив лама та дослідник традиції са ска в тибетському буддизмі як "справжню форму йоги і спочатку були прийняті з автентичного індо-тибетського тантричного походження, а саме циклу янтра-йоги, пов'язаного з Саднаднапададхармою ". Однак стверджується, що П'ять ритуалів передують йозі, якою ми її знаємо сьогодні, аж на сім сто років і більше, і, отже, не могло бути похідним ні від тибетської, ні від індійської форм йоги. Більше того, існує припущення, що ритуали частіше походять із системи Кум Най, яка, як і ритуали, датується 2500 роками. Тим не менше, Кілхем заявляє, що «[він], про який йде мова, не є родом п'яти тибетців. Справа в їх величезному потенційному значенні для тих, хто прибере 10 хвилин на день для тренувань».

## Виконання ритуалів
В оригінальному буклеті «Око Одкровення» Келдер пропонує стояти прямо серед кожного з П'яти ритуалів, поклавши руки на стегна, і зробити один-два глибоких вдиху; він ні натякає, ні припускає, що під час виконання рухів слід застосовувати конкретні схеми дихання. Тим не менше, наступні публікації, що стосуються ритуалів, містять редагування інших, які рекомендують та деталізують конкретні вказівки щодо дихання під час виконання вправ. Деякі практики також рекомендують бути обережними перед проведенням ритуалів через можливість погіршення певних станів здоров'я.
Келдер застерігає, що при виконанні Першого ритуалу кружіння завжди повинно виконуватися за годинниковою стрілкою. Він також заявляє, що Бредфорд чітко нагадував, що Молавія, інакше її називають «кружляючими дервішами», завжди оберталася зліва направо за годинниковою стрілкою. Про орієнтацію долонь не згадується, хоча оригінальна ілюстрація ритуалу у виданні «Око одкровень» 1939 року чітко зображує обидві долоні, звернені до землі. Тут виникає суперечка: закручені дервіші обертаються в напрямку проти годинникової стрілки, лівою долонею донизу, до землі, а правою долонею догори, до неба. Однак ця розбіжність може знайти часткове вирішення в тому, що тибетська буддистська йога вважає обертання за годинниковою стрілкою сприятливим, тоді як обертання проти годинникової стрілки вважається несприятливим.

### Перший ритуал

П'ять тибетських ритуалів 1

«Стійте прямо, витягнувши руки, горизонтально з плечима. Тепер обертайтеся, поки у вас не закрутиться голова. Є лише одне застереження: ви повинні повертати зліва направо» Порада для цього — поглянути на кінець правої руки як на орієнтир.

### Другий ритуал

П'ять тибетських ритуалів 2

«Ляжте на всю довжину на килим або ліжко. Покладіть руки рівно вниз біля стегон. Пальці слід тримати близько один до одного, кінчики пальців кожної руки повинні бути трохи повернуті один до одного. Піднімайте ступні, поки ноги не будуть прямо вгору. Якщо можливо, нехай ступні трохи витягнуті назад по тілу у напрямку до голови, але не дозволяйте колінам згинатися. Затримайтеся в цьому положенні на хвилину-дві, а потім повільно опустіть ноги на підлогу і протягом наступних кількох моментів дозвольте всім м'язам усього тіла повністю розслабитися. Потім проведіть ритуал спочатку».
«Поки ноги і ноги піднімаються, непогано також підняти голову, тоді як ноги і ноги одночасно опускаються на підлогу».

### Третій ритуал

П'ять тибетських ритуалів 3

«Станьте на коліна на килимок або килимок, поклавши руки в боки, долоні притуліть до боків ніг. Потім максимально нахиліться вперед, згинаючись у талії, головою вперед — підборіддям на грудях. Друга позиція цього ритуалу полягає в тому, щоб максимально нахилитися назад. Змусити голову рухатися ще далі назад. Пальці на нагах не дадуть вам впасти назад. Руки завжди тримаються на боці ніг. Далі підійдіть до прямого (колінного) положення, розслабтесь якомога більше на мить і виконайте ритуал знову».

### Четвертий ритуал

П'ять тибетських ритуалів 4

«Сядьте прямо на килим чи килим, витягнувши ноги попереду. Ноги повинні бути абсолютно прямими — задня частина колін повинна бути добре опущена або близько до килимка. Покладіть руки рівно на килим, пальці разом, а руки трохи спрямовані назовні. Підборіддя має бути на грудях — голова вперед».
«Тепер обережно підніміть корпус, одночасно зігніть коліна так, щоб ноги від колін вниз були практично прямими вгору і вниз. Руки теж будуть вертикальними, а тіло від плечей до колін буде горизонтальним. Піднімаючи тіло вгору, дозволяйте голові плавно опускатися назад, щоб голова звисала назад якомога далі, коли тіло повністю горизонтальне. Затримайтеся в цій позиції кілька хвилин, поверніться в першу позицію і розслабтесь кілька хвилин, перш ніж знову виконувати ритуал».
«Коли тіло притиснуто до повного горизонтального положення, напружте кожен м'яз тіла».

### П'ятий ритуал

П'ять тибетських ритуалів 5

«Покладіть руки на підлогу приблизно на відстані двох футів. Потім, витягнувши ноги назад, а ноги також розташовані на відстані приблизно двох футів, відсуньте тіло, а особливо стегна, наскільки це можливо, піднімаючи пальці на ногах і руках. При цьому голову слід опустити так далеко, щоб підборіддя підходило до грудей. Далі, дозвольте тілу повільно опуститися в положення „провисання“. Піднесіть голову вгору, змусивши її відтягнути якомога далі назад».
«М'язи повинні напружуватися на мить, коли тіло знаходиться у найвищій точці, і знову в найнижчій точці».

### Шостий ритуал
«Це слід робити лише тоді, коли ви відчуваєте надлишок сексуальної енергії …» «Встаньте прямо і повільно випустіть все повітря з легенів … нахиліться і покладіть руки на коліна … з порожніми легенями, поверніться в пряму позу вгору. Покладіть руки на стегна і натисніть на них … Роблячи це, максимально втягніть живіт і одночасно підніміть грудну клітку.
…
утримуйте цю позицію до тих пір, поки можливо.
…
всмоктуйте повітря в порожні легені, нехай повітря надходить через ніс. Коли легені наповнені, видихніть через рот. На видиху розслабте руки … Потім зробіть кілька глибоких вдихів ротом або носом, дозволяючи їм вирватися або ротом, або носом»

## Заявлені переваги виконання ритуалів
За словами Келдера, перебування Бредфорда в ламазарії перетворило його із сутулого, старого джентльмена з тростиною на високого і прямого юнака у розквіті сил. Крім того, він повідомив, що волосся Бредфорда відросло, без сліду сивини. У переглянутих публікаціях «Око Одкровення» під назвою «Давня таємниця фонтану молодості» також містяться численні відгуки практикуючих ритуалів, які стверджують, що вони дають позитивні медичні ефекти, такі як поліпшення зору, пам'яті, потенції, ріст волосся, відновлення повного кольору повністю сиве волосся і проти старіння. Однак твердження щодо переваг ритуалів часто перебільшені, що призводить до нереальних очікувань. Переваги, яких, найімовірніше, можна досягти — це збільшення енергії, зменшення стресу та посилене відчуття спокою, ясність думок, збільшення сили та гнучкості, що призводить до загального поліпшення стану здоров'я та самопочуття.

## Протипокази
Гіпертонічна хвороба з частими кризами; стабільна стенокардія 2-3 функціонального класу, супроводжується аритмією або ознаками серцевої недостатності. Операції на серці в анамнезі (протезування клапанів, шунтування, стентування). Вроджені вади серця з декомпенсацією.
Проблеми хребта: міжхребцеві грижі, протрузії, нестабільність окремих сегментів.
Вагітність на будь-якому терміні.
Розсіяний склероз.
Вік молодше 7 років та старше 70 років (з урахуванням індивідуального підходу — цей протипоказ може частково змінюватись).

### Відео
- П'ять тибетських перлин на YouTube 6'54", 2020